# Segunda Liga de 2021–22
A Segunda Liga de 2021-22, conhecida também como Liga Portugal 2 SABSEG por razões de patrocínio, foi a 32ª edição da Segunda Liga. Um total de 18 equipas disputaram esta edição.

## Equipas

### Promovido e rebaixados da época anterior
| Pos. | Despromovidos da Primeira Liga |
| ---- | ------------------------------ |
| 16.º | Rio Ave                        |
| 17.º | Farense                        |
| 18.º | Nacional da Madeira            |

| Pos. | Promovidos do Campeonato de Portugal |
| ---- | ------------------------------------ |
| 1.º  | Trofense                             |
| 2.º  | Estrela da Amadora                   |

## Participantes
| Clube                | Cidade               | Estádio                                        | Lotação | 2020/2021    |
| -------------------- | -------------------- | ---------------------------------------------- | ------- | ------------ |
| Académica de Coimbra | Coimbra              | Estádio Cidade de Coimbra                      | 29,622  | 4º           |
| Académico de Viseu   | Viseu                | Estádio Municipal do Fontelo                   | 6,912   | 14º          |
| Benfica B            | Lisboa               | Benfica Campus                                 | 2,644   | 8º           |
| Casa Pia             | Lisboa               | Estádio Pina Manique                           | 2,574   | 9º           |
| Chaves               | Chaves               | Estádio Municipal Eng.º Manuel Branco Teixeira | 8,396   | 6º           |
| Estrela da Amadora   | Reboleira            | Estádio José Gomes                             | 9,288   | 2º (CP)      |
| Farense              | Faro                 | Estádio de São Luís                            | 7,000   | 17º (I Liga) |
| Feirense             | Santa Maria da Feira | Estádio Marcolino de Castro                    | 5,401   | 5º           |
| Leixões              | Matosinhos           | Estádio do Mar                                 | 9,821   | 10º          |
| Mafra                | Mafra                | Estádio Municipal de Mafra                     | 1,257   | 12º          |
| Nacional da Madeira  | Funchal              | Estádio da Madeira                             | 5,200   | 18º (I Liga) |
| Penafiel             | Penafiel             | Estádio Municipal 25 de Abril                  | 5,320   | 7º           |
| Porto B              | Porto                | Estádio Dr. Jorge Sampaio                      | 8,270   | 16º          |
| Rio Ave              | Vila do Conde        | Estádio dos Arcos                              | 5,300   | 16° (I Liga) |
| Sporting da Covilhã  | Covilhã              | Estádio Municipal José dos Santos Pinto        | 2,300   | 13º          |
| Trofense             | Trofa                | Estádio do Clube Desportivo Trofense           | 5,074   | 1º (CP)      |
| Varzim               | Póvoa de Varzim      | Estádio do Varzim Sport Club                   | 7,280   | 15º          |
| Vilafranquense       | Vila Franca de Xira  | Estádio Municipal de Rio Maior                 | 7,000   | 17º          |

## Tabela classificativa
Atualizado em 15/05/2022
| #  | Equipa              | J  | V  | E  | D  | GP | GC | SG  | Pts | Classificação                                   |
| -- | ------------------- | -- | -- | -- | -- | -- | -- | --- | --- | ----------------------------------------------- |
| 1  | Rio Ave             | 34 | 21 | 7  | 6  | 52 | 31 | +21 | 70  | Promovido à Primeira Liga de 2022–23            |
| 2  | Casa Pia            | 34 | 21 | 5  | 8  | 50 | 22 | +28 | 68  | Promovido à Primeira Liga de 2022–23            |
| 3  | Chaves              | 34 | 18 | 10 | 6  | 54 | 35 | +19 | 64  | Play-off de promoção à Primeira Liga de 2022–23 |
| 4  | Feirense            | 34 | 17 | 7  | 10 | 50 | 37 | +13 | 58  |                                                 |
| 5  | Benfica B           | 34 | 17 | 6  | 11 | 61 | 44 | +17 | 57  | Equipa B - Não pode subir à Primeira Liga.      |
| 6  | Nacional da Madeira | 34 | 14 | 9  | 11 | 52 | 44 | +8  | 51  |                                                 |
| 7  | Penafiel            | 34 | 14 | 9  | 11 | 38 | 38 | 0   | 51  |                                                 |
| 8  | Leixões             | 34 | 13 | 9  | 12 | 42 | 40 | +2  | 48  |                                                 |
| 9  | Mafra               | 34 | 11 | 10 | 13 | 37 | 42 | −5  | 43  |                                                 |
| 10 | Porto B             | 34 | 10 | 12 | 12 | 45 | 49 | −4  | 42  | Equipa B - Não pode subir à Primeira Liga.      |
| 11 | Farense             | 34 | 10 | 11 | 13 | 40 | 42 | −2  | 41  |                                                 |
| 12 | Vilafranquense      | 34 | 10 | 11 | 13 | 41 | 47 | −6  | 41  |                                                 |
| 13 | Trofense            | 34 | 10 | 10 | 14 | 35 | 41 | −6  | 40  |                                                 |
| 14 | Estrela da Amadora  | 34 | 9  | 10 | 15 | 42 | 55 | −13 | 37  |                                                 |
| 15 | Académico de Viseu  | 34 | 10 | 7  | 17 | 31 | 49 | −18 | 37  |                                                 |
| 16 | Covilhã             | 34 | 8  | 12 | 14 | 30 | 43 | −13 | 36  | Play-off de despromoção à Liga 3 de 2022–23     |
| 17 | Varzim SC           | 34 | 8  | 11 | 15 | 25 | 39 | −14 | 35  | Rebaixado para Liga 3 de 2022–23                |
| 18 | Académica           | 34 | 3  | 8  | 23 | 35 | 62 | −27 | 17  | Rebaixado para Liga 3 de 2022–23                |

## Play-off manutenção/promoção
O Covilhã, 16º classificado, disputou um play-off com o Alverca, vencedor do play-off da Liga 3 de 2021–22 a 2 mãos para decidir a equipa a participar na Segunda Liga de 2022–23.

### Primeira mão
| 21 Maio 2022 | Alverca | 0 – 0  | Covilhã | Complexo Desportivo do FC Alverca, Alverca |
| 17:00 UTC+1  |         | Report |         | Árbitro: Luís Godinho                      |

### Segunda mão
| 29 Maio 2022 | Covilhã                        | 2 – 0  | Alverca | Estádio Municipal José dos Santos Pinto, Covilhã |
| 17:00 UTC+1  | Felipe Dini 1' · Rui Gomes 29' | Report |         | Árbitro: Fábio Veríssimo                         |

Covilhã venceu a eliminatória por 2–0.

## Campeão
| Campeonato de Portugal de Segunda Divisão 2021/2022 |
| --------------------------------------------------- |
|                                                     |
| Rio Ave 3° Título                                   |